# Солтцман, Бредли Ченс
Бре́дли Ченс За́льцман (род. 30 июня 1969) — генерал Космических сил США, второй и текущий глава космических операций. С 2020 по 2022 годы служил заместителем главы космических операций по оперативной работе, кибернетическим и ядерным вопросам. Стал первым офицером, произведённым в генерал-лейтенанты и генералы в Космических силах.
Родился и вырос в штате Кентукки. В 1991 году окончил Бостонский университет, вступил в ряды ВВС. Служил офицером запуска ракет Минитмен-3 и офицером по космическим операциям, оператором спутников в Национальном управлении военно-космической разведки. Был последним главой 614-й эскадрильи космических операций и первой контрольной космической эскадрильи, на этом посту возглавлял операции в ходе китайских испытаний ASAT 2007 года. Возглавлял 460-ю оперативную группу и аэрокосмический отдел информации в Колорадо.
На посту генерала Солтцман получил прозвище «отец концепции комбинированного управления и контроля» за свою работу во главе продвижения этой концепции в ВВС. Также он стал первым офицером не из лётного состава, ставшим заместителем центрального командования ВВС. В 2020 году был переведён в Космические силы, где служил на посту главного операционного директора.

## Ранние годы и образование
Солтцман родился 30 июня 1969 года в семье Белинды Траутмен в округе Дейвисс, штат Кентукки. Его отец и дед служили в армии США. Он вырос в городе Боулинг-грин, штат Кентукки, посещал местную хай-скул, где играл в теннис.
Солтцман окончил в 1991 году Бостонский университет по стипендии от ВВС США, получив степень бакалавра по истории. В 1994 он получил степень магистра общественного управления в университете штата Монтана, в 1998 году- степень магистра по стратегическому управлению школы бизнеса университета им. Джорджа Вашингтона. Также проходил семинары в университете штата Северная Каролина в Чэпел-хилл и школу управления имени Джона Ф. Кеннеди университета Гарвард.
В 1992 году меньше чем через год после зачисления в состав ВВС Солтцман прошёл курс подготовки по ракетам на базе ВВС Вандерберг, штат Калифорния. В 1997 году он окончил воздушно-штурмовую школу армии США, получив соответствующий значок. В 2001 году он окончил школу вооружений ВВС, став офицером по космическим вооружениям, их готовили как инструкторов по вооружению в своих частях. После своего производства в генерал-лейтенанты в 2020 году генерал Джон Реймонд назвал поступление Солтцмана в школу вооружения одним из его определяющих качеств. 

«Если вы думаете о Солти, я думаю о нём именно как об инструкторе. Только на прошлой неделе мы ездили [на базу] Вандерберг…Два молодых капитана спросили меня что они делают и я продолжил свой визит. Через 20-30 минут я осмотрелся и спросил :«Куда подевался генерал Солтцман? » Да, он сидел с этими двумя капитанами, беседуя с ними, обучая их, помогая им размышлять над вопросом, который они задали, помогая им осознать важность работы, которую они выполняют.»   
Оригинальный текст (англ.)
"[If] you think about Salty, that's what I think of: as an instructor," said Raymond. "Just last week, we went out to Vandenberg... Two young captains briefed me on what they were doing, and then I continued the tour. And for about another 20 or 30 minutes, I was looking and I said, 'Where'd General Saltzman go?' Well, he was sitting down with those two captains teaching, and sitting down having a conversation, and helping them think through what they had just briefed, and helping them understand the importance of the work they were doing."
— 
Солтцман также учился в школе офицеров эскадрилий, командно-штабном колледже ВВС, школе продвинутых воздушных и космических исследований, институте национальной космической безопасности, центре творческого лидерства, университете национальной обороны, институте оборонного бизнеса и центре ле Мэ доктрины развития и образования.

## Военная служба

### Начало службы в ВВС
Солтцман вступил в ряды ВВС 15 мая 1991 года в чине второго лейтенанта, т.к. во время учёбы в Бостонском университете  он прошёл программу подготовки офицеров резерва ВВС. После прохождения подготовки по оперативной ракетной готовности (с выдающимися оценками) на базе ВВС Вандерберг, штат Калифорния он служил на базе ВВС Мальмстрём (штат Монтана) в ракетных расчётах, инструктором и расчётчиком, после чего он был избран на пост старшего командира расчёта 10-й эскадрильи стратегической ракетной эскадрильи и 341-го стратегического ракетного крыла. Во время службы в 341-м крыле он участвовал в первом соревновании Guardian Challenge Space и привёл команду к награде Blanchard Trophy 1995 года за лучшую эскадрилью ракетных операций.
В 1996 году Солтцман был избран для участия в программе стажировок ВВС где получил назначение в офис директора ВВС по разведке, наблюдению и рекогносцировки и в офис штабной истории ВВС. В штабе ВВС он работал по вопросам планирования программирования и бюджета для панели информационной войны, написал руководство по классификации проверок высшего штаба по информационным операциям. Также он провёл историческое исследование для главы штаба ВВС. В 1998 году он был переведён в отдел 4 Национального управления военно-космической разведки (NRO). Там он служил командиром звена, старшим командиром звена, командиром ракетного звена по планированию и командованию и контролю над тремя группами спутников NRO. Солтцман также служил офицером по запуску на консоли и руководил технической проверкой на ранней орбите спутника NRO стоимостью 1 миллиард долларов.
В 2000 году Солцман был избран для обучения в школе вооружений ВВС. По завершении обучения в школе Солцман был избран для работы в школе в качестве инструктора. В школе Солтцман работал командиром звена и заместителем директора по операциям.
С 2003 по 2007 год Солтцман вернулся на базу Вандерберг где занимал различные посты. В марте 2003 года в ходе начала операции «Свобода Ираку» он служил начальником отдела стратегической оценки отделения стратегии 14-й воздушной армии. В июне 2005 года он возглавил новый отдел боевого планирования Объединённого центра космических операций а после возглавил отдел боевых операций. В 2007 году он возглавлял 614-ю эскадрилью космических операций а в 2008 году - первую контрольную космическую эскадрилью, став их последний командиром, вскоре эти эскадрильи были распущены, их функции были переданы 614-му центру воздушных и космических операций.
11 января 2007 года когда материковый Китай провёл испытание противоспутниковой ракеты подполковник Солтцман служил под началом полковника Стефана Уайтинга, директора Объединённого космического оперативного центра вместе с майором Анной Бёрт, сменившей Солтцмана на посту главы отдела боевого планирования. Уайтинг вспоминал об этом событии как о ключевой дате в истории современных военных космических операций. «Мы наблюдали за этим испытанием, и мы были во главе ответных мер Стратегического командования ВС США. Неделю за неделей мы проводили, выясняя, как мы будем уведомлять национальное руководство в режиме реального времени. И те из нас, кто был там, знали, что мир изменился в этот день».
После командной должности Солтцман обучался в Гарвардской школе Кеннеди в качестве научного сотрудника по национальной безопасности. В июле 2009 года Солтцман был произведён в полковники и вернулся в Пентагон, заняв пост главы отдела стратегического планирования и политики.  С 2010 по 2014 год он пребывал на базе ВВС Балкли, штат Колорадо где с июня 2010 по июнь 2012 года  возглавлял 460-ю оперативную группу а с июня 2012 по июнь 2014 возглавлял центр аэрокосмических данных Национального управления военно-космической разведки США.   
В 2014 году Солтцман перевёлся в Космическое командование ВВС (AFSPC) на базе ВВС Петерсон, штат Колорадо, где занял пост заместителя директора по планированию и программам. Не прошло и года в этой должности как командующий AFSPC генерал Джон Хайтен выбрал Солтцмана старшим офицером. В марте 2016 года кандидатура Солтцмана была выбрана для присвоения генеральского звания и месяц спустя Сенат одобрил повышение в звании. 3 июля 2016 года Солтцман был произведён в  бригадные генералы. 

### Многодоменное командование и контроль
В сентябре 2016 года начальник штаба ВВС США генерал Дэвид Л. Голдфейн обозначил три приоритета своей работы на этом посту, среди них было продвижение многодоменного многофункционального командования и контроля. Голдфейн поручил Солтцману, занимавшему пост директора будущих операций в главном штабе ВВС возглавить и контролировать  этот проект (MDC2). Солтцман служил на посту директора группы стратегических инициатив ВВС, потратив год на изучение проекта. За свою работу над проектом он получил прозвища «отец многодоменных операций». Сейчас в составе министерства обороны США есть отдел объединенного комбинированного управления и контроля.
После срока службы Солтцмана в Пентагоне генерал-лейтенант Джозеф Т. Гуастелла, глава центрального командования ВВС (AFCENT) выбрал Солтцмана на пост своего заместителя. Солтцман стал первым офицером не из лётного состава, занявшим этот пост.      

### Перевод в Космические силы
Когда Солтцман находился на посту заместителя командующего Центрального командующего ВВС, были основаны Космические войска. В июле 2020 года после тура по Юго-западной Азии Солтцман вернулся в Пентагон, где занял пост исполняющего обязанности начальника штаба Космических сил, приняв его у уходящего в отставку генерал-майора Клинтона Крозье. Он занимал этот пост, пока не попал в число четырёх генерал-майоров ВВС, выбранных для повышения в звании до генерал-лейтенантов и перевода в Космические силы.
Солтцман перешёл в Космические силы и был повышен в звании до генерал-лейтенанта в ходе церемонии прошедшей 14 августа 2020 года, он стал первым генерал-лейтенантом  Космических сил и первым офицером высшего звена, произведённым на новоиспечённой службе. В ходе церемонии начальник космических операций, генерал Джон Реймонд отметил:

«Считаю очень уместным что первый [перешедший в Космические силы] генерал является бойцом. Думаю это очень сильное послание, что [Космические силы] являются вооружёнными силами и мы готовы к сдерживанию конфликта, который может начаться или перейти в космическое пространство. Мы не могли и желать лучшей кандидатуры»   
Оригинальный текст (англ.)
I think it's very appropriate that the first general who comes in is a warfighter. I think that sends a really strong message that this is an armed service, and we are about deterring conflict that could begin or extend into space. We couldn’t ask for a better person
— 
Солтцман занял пост заместителя начальника космических операций по оперативной деятельности, кибер- и ядерным операциям став первым главным оперативным офицером Космических сил, принявшим общую ответственность за разведку, оперативную деятельность, обеспечение, кибер- и ядерные операции.
Как главный оперативный офицер Солтцман сыграл ключевую роль в определении готовности Космических сил. Он также сыграл роль в превращении компонентов командования Космических сил в объединённые боевые командования. В ноябре 2021 года он объявил, что Космические войска создадут компоненты космических сил в Европейском, Тихоокеанском и Индийском, Центральном, Корейском командованиях США. 

### Начальник космических операций
27 июля 2022 года президент США Джо Байден выдвинул кандидатуру Солтцмана на пост начальника космических операций и повышения в звании до генерала. Из четырёх кандидатур генерал-лейтенантов Солтцман рассматривался как «тёмная лошадка». Начальник космических операций, генерал Реймонд с которым Солтцмана связывала многолетняя тесная дружба твёрдо поддержал его кандидатуру . 13 сентября Солтцман предстал на слушаниях перед комитетом Сената США по вооружённых силам . В своём предварительном заявлении он упомянул три обширные области, на которых он намерен сфокусироваться на посту начальника: созревание рода войск как независимого, поднятие партнёрства и инновации для выполнения задач. 29 сентября 2022 года Сенат проголосовал за его кандидатуру.
22 ноября 2022 года Солтцман принял пост начальника космических операций, став вторым на этом посту в ходе первой в Космических силах церемонии передачи ответственности. Он пообещал опираться на достижения Космических сил и внедрять в службу новые подходы. В январе 2023 года он озвучил три сферы своих усилий на посту главы рода войск: 1. Выдвигать боеготовые силы 2. Повышать дух-хранитель 3.  Партнёрство для победы.
На посту главы рода войск Солтцман рассылал «С-записки» попечителям, по аналогии с адмиралом Замвалтом, рассылавшего «Z- записки» . В сери из трёх записок, вышедших в январе 2023 года он повторил свои три приоритета. В феврале 2023 года он представил свою «Теорию успеха», призванную вызвать дебаты в рядах Космических сил. Две недели спустя он представил концепцию «Конкурентной выносливости» в качестве теории успеха в Космических силах, где выделил три основных принципа: 1. избегание оперативной внезапности 2. отрицание преимущество первопроходца 3. надёжная встречная кампания.
В другой С-заметке Солтцман раскритиковал существующее заявление о миссии Космических сил, отметив, что оно не объясняет суть миссии этого рода войск. В заметке он указал новые источники для пересмотра заявления о миссии.

## Личная жизнь
Солтцман вступил в брак с Дженнифер Петерсен  12 сентября 1992 года. У супругов есть двое детей: Джон и Сара. 

## Награды и знаки отличия

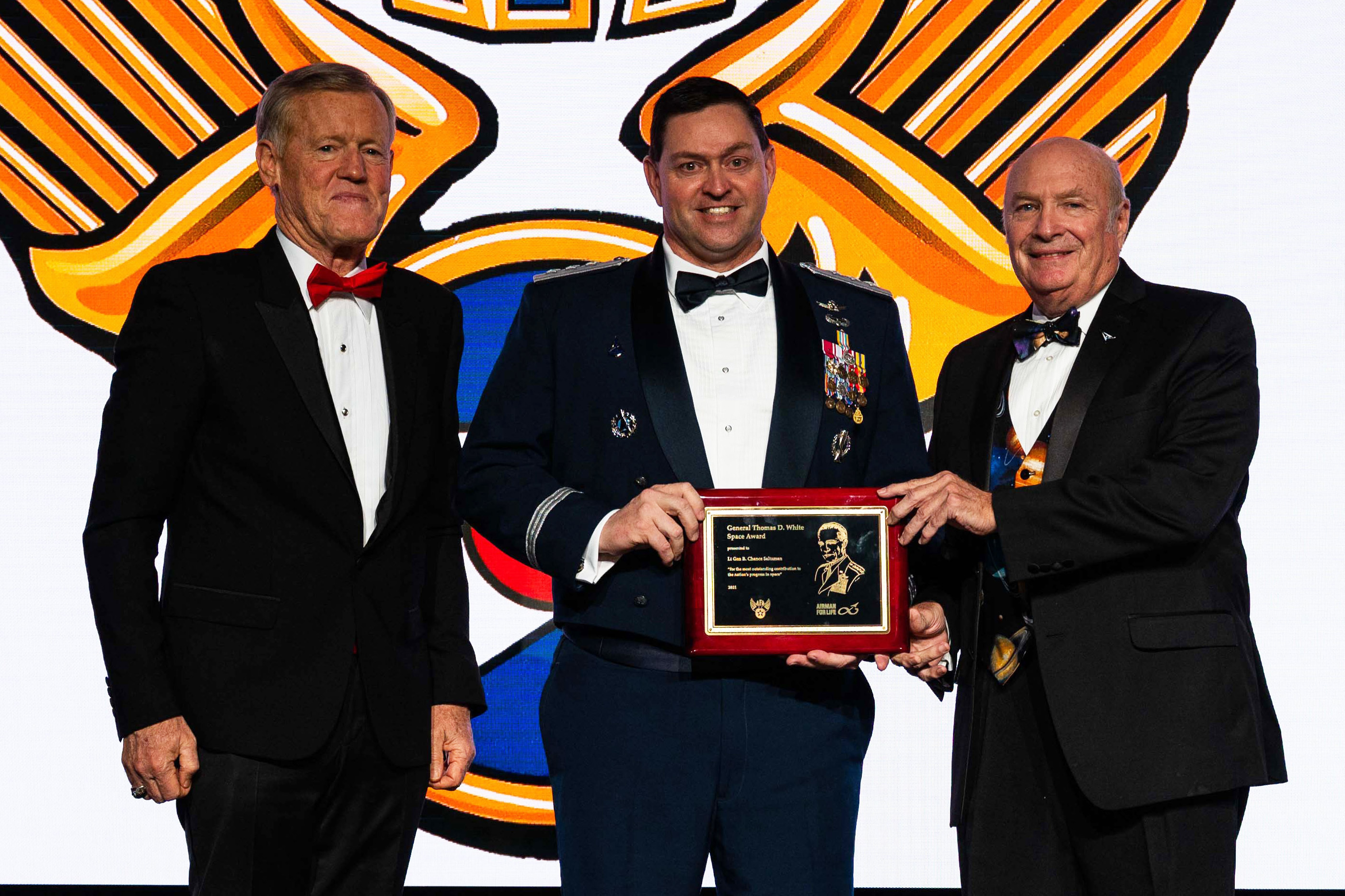
Солтцман (в центре) получает награду генерала Томаса Уайта в ходе инаугурационного бала Ассоциации ВВС и Космических сил(2021).

Солтцман удостоился следующих наград и знаков отличия:

### Значки
|  | Command Space Operations Badge                   |
|  | Air Assault Badge                                |
|  | Basic Missile Operations Badge                   |
|  | Пряжка Объединённого комитета начальников штабов |
|  | Space Staff Badge                                |

### Медали
| | Медаль «За выдающуюся службу»                                               |
| Бронзовый пучок дубовых листьев | Медаль «За отличную службу» с одним бронзовым дубовым листом                |
| Бронзовый пучок дубовых листьев · Бронзовый пучок дубовых листьев · Width-44 crimson ribbon with a pair of width-2 white stripes on the edges                                   | Орден «Легион почёта» с двумя бронзовыми дубовыми листьями                  |
| | Медаль «За похвальную службу»                                               |
| Бронзовый пучок дубовых листьев · Бронзовый пучок дубовых листьев · Width-44 crimson ribbon with two width-8 white stripes at distance 4 from the edges.                        | Медаль «За похвальную службу» с двумя бронзовыми дубовыми листьями          |
| Бронзовый пучок дубовых листьев | Похвальная медаль (ВВС) с дубовым листом                                    |
| | Joint Service Achievement Medal                                             |
| | Air Force Achievement Medal                                                 |
| | Единая награда воинской части (подразделению)                               |
| | Air Force Meritorious Unit Award                                            |
| Бронзовый пучок дубовых листьев · Бронзовый пучок дубовых листьев · Бронзовый пучок дубовых листьев · Бронзовый пучок дубовых листьев                                           | Air Force Outstanding Unit Award с четырьмя бронзовыми дубовыми листьями    |
| Бронзовый пучок дубовых листьев | Air Force Organizational Excellence Award с бронзовым дубовым листом        |
| | Combat Readiness Medal                                                      |
| Бронзовая звезда за службу · Width=44 scarlet ribbon with a central width-4 golden yellow stripe, flanked by pairs of width-1 scarlet, white, Old Glory blue, and white stripes | Медаль «За службу национальной обороне» с одной бронзовой звездой за службу |
| | Медаль «За участие в глобальной войне с терроризмом»                        |
| | Air and Space Campaign Medal                                                |
| | Nuclear Deterrence Operations Service Medal                                 |
| Серебряный пучок дубовых листьев · Бронзовый пучок дубовых листьев | Air Force Longevity Service Award с серебряным и бронзовым дубовым листом   |
| | Small Arms Expert Marksmanship Ribbon                                       |
| | Navy Expert Rifleman Medal                                                  |
| | Navy Pistol Marksmanship                                                    |
| | Air Force Training Ribbon                                                   |

### Награды
- Air Force Association's Thomas D. White Space Award (2021)

## Работы

### Книги
- With Tom Searle. Introduction to the United States Air Force. — Maxwell Air Force Base, Alabama : Air University Press, 2001. — ISBN 978-1478352686.

### Статьи
- With James Wood Forsyth Jr. and J. Wesley Hutto (Summer 2022). Ten Propositions Regarding Great Power Politics (PDF). Æther: A Journal of Strategic Airpower & Spacepower. 1 (2): 5–12.
- With James Wood Forsyth Jr. (Winter 2010). Minimum Deterrence and Its Critics (PDF). Strategic Studies Quarterly. 4 (4): 3–12. JSTOR 26269812.
- With James Wood Forsyth Jr. and Gary Schaub Jr. (Spring 2010). Remembrance of Things Past: The Enduring Value of Nuclear Weapons (PDF). Strategic Studies Quarterly. 4 (4): 3–12. JSTOR 26269812.
- With James Wood Forsyth Jr. (Summer 2009). Stay Out: Why Intervention Should Not Be America's Policy (PDF). Strategic Studies Quarterly. 3 (2): 3–12. JSTOR 26269812.
- With William Liquori (December 2006). Counterspace Command and Control: Looking to History for Advice (PDF). In Brown, Kendall K. (ed.). Space Power Integration: Perspective from Space Weapons Officer. Maxwell Air Force Base, Alabama: Air University Press. pp. 159–168. ISBN 1-58566-158-9.

### Тезисы
- Liberty and Justice for All: The Democracy Project and the Global War on Terrorism (PDF) (Thesis). School of Advanced Air and Space Studies. 2005. Архивировано (PDF) 12 августа 2021.